# 山罗过路黄
山罗过路黄（学名：Lysimachia melampyroides）是报春花科珍珠菜属的植物，是中国的特有植物。分布于中国大陆的四川、广西、江西、贵州、湖北、湖南等地，生长于海拔650米至1,200米的地区，见于山谷林缘和灌木丛中。

## 变种
- 小山萝过路黄（学名：Lysimachia melampyroides var. brunelloides）是报春花科珍珠菜属山萝过路黄的变种。分布在中国大陆的四川、甘肃、陕西等地，生长于海拔400米至900米的地区，一般生长在山坡草地或沟边。
- 抱茎山罗过路黄（学名：Lysimachia melampyroides var. amplexicaulis）为报春花科珍珠菜属山罗过路黄的变种。分布于中国大陆的湖南、广西等地，生长于海拔1,000米的地区，多生长于山谷溪边或灌丛中。